# Learjet 40
Der Bombardier Learjet 40 ist ein zweistrahliges Geschäftsreiseflugzeug in Tiefdeckerauslegung der kanadischen Firma Bombardier.

## Entwicklung
Der Erstflug der Learjet 40 (ein umgebauter Learjet 45) fand am 31. August 2002 statt. Ein digitales Avionik-System mit EFIS von Honeywell (Primus 1000) sowie eine digitale Steuerung (FADEC) der Triebwerke sind serienmäßig an Bord. Das Flugzeug verfügt über ein Zweipersonencockpit und über eine Kabine für bis zu sieben Passagieren, die in der Sitzanordnung 1+1 untergebracht sind. Die Tragflächen besitzen eine Pfeilung von 13,4°. Die Auslieferung der ersten Serienmaschinen erfolgte im 1. Quartal 2004.
Dieser Typ basiert auf dem Learjet 45, jedoch wurde er auf die Anforderungen der Betreiber leichter Düsenflugzeuge abgestimmt. Ziele, wie die Verringerung der Beschaffungs- und der direkten Betriebskosten, wurden umgesetzt. Dazu wurden die Platzverhältnisse der Reisenden verbessert und eine akzeptable Toilette installiert. Besonders interessant ist die Verbindung von großer Reichweite und hoher Geschwindigkeit. Gegenüber dem Learjet 31A gibt es eine um gut 30 Prozent größere Kabine und 30 Prozent mehr Reichweite für einen Mehrpreis von 10 Prozent.
Die aktuelle Version (die Learjet 40 XR) besitzt verbesserte Triebwerke (TFE-731-20 BR), eine höhere Steigleistung und eine auf 3.378 km vergrößerte Reichweite. Optional sind durch größere Tanks auch 3687 km Reichweite möglich. Als Avionik wird unter anderem ein Honeywell Primus 1000 four-tube EFIS, Engine Instrument/Crew Alerting System (EICAS), Honeywell Primus 660 Wetterradar, Dual Primus II nav/comm systems, Traffic Collision Avoidance System (TCAS 2000), Enhanced Ground Proximity Warning System (EGPWS) mit Scherwindalarm, Emergency Locator Transmitter (ELT) und ein Flight Management System (FMS) eingesetzt. 2012 stellte Bombardier die Nachfolgemodelle des Learjet 40XR und 45XR als Learjet 70 und 75 vor.

## Technische Daten
| Kenngröße                 | Learjet 40                              | Learjet 40XR                            |
| ------------------------- | --------------------------------------- | --------------------------------------- |
| Besatzung                 | 1–2                                     | 1–2                                     |
| Passagiere                | 6–7                                     | 6–7                                     |
| Länge                     | 16,91 m                                 | 16,93 m                                 |
| Spannweite                | 14,75 m                                 | 14,56 m                                 |
| Höhe                      | 4,30 m                                  | 4,31 m                                  |
| Flügelfläche              | 28,95 m²                                | 28,95 m²                                |
| Kabinenvolumen            | 10,3 m³                                 | 10,28 m³ (1,42 m³ Gepäckraum)           |
| Kabinenlänge              | 5,39 m                                  | 5,39 m                                  |
| Kabinenbreite             | 1,56 m                                  | max. 1,56 m                             |
| Kabinenhöhe               | 1,50 m                                  | 1,50 m                                  |
| Startstrecke              | k. A.                                   | 1426 m                                  |
| Landestrecke              | k. A.                                   | 811 m                                   |
| Nutzlast                  | k. A.                                   | 970 kg                                  |
| Leermasse                 | 6091 kg                                 | k. A.                                   |
| max. Startmasse           | 9231 kg                                 | 9525 kg                                 |
| opt. Reisegeschwindigkeit | Mach 0,75                               | 861 km/h                                |
| Höchstgeschwindigkeit     | 865 km/h                                | k. A.                                   |
| Dienstgipfelhöhe          | 15.545 m                                | 15.545 m                                |
| Reichweite                | 3119 km                                 | 3348 km                                 |
| Triebwerke                | zwei Honeywell TFE731-20-AR je 15,56 kN | zwei Honeywell TFE731-20-BR je 15,56 kN |
| Listenpreis               | 7,737 Mio. USD (2004)                   | k. A.                                   |